# Billionfold
Billionfold Inc è una società produttiva statunitense fondata nel 2004 da Butch Hartman, nota per aver prodotto serie come Due fantagenitori. Attualmente la compagnia produce serie per Nickelodeon.

## Produzioni
- Due fantagenitori (serie) (2008-2018) in co-produzione con Frederator Studios
- Danny Phantom (serie) (2004-2007)
- T.U.F.F. Puppy (serie) (2010-2015)
- Bunsen è una Bestia (serie) (2017-2018)

## Film TV
- Un Fantafilm: Devi Crescere Timmy Turner. (2011) in co-produzione con Frederator Studios
- Un FantaNatale (2012) in co-produzione con Frederator Studios